# Musée du Quai Branly - Jacques Chirac
Il musée du Quai Branly - Jacques Chirac o musée des Arts premiers o arts et civilisations d'Afrique, d'Asie, d'Océanie et des Amériques (museo di Quai Branly, museo delle arti primitive o delle arti e civiltà d'Africa, Asia, Oceania e Americhe) è situato nell'omonimo lungosenna del VII arrondissement di Parigi, a breve distanza dalla torre Eiffel, nel luogo dove sorgeva il Ministero per il commercio estero.
Il 21 giugno 2016 è stato intitolato al suo ideatore e fondatore Jacques Chirac.

## Storia

### Ideazione
La nascita del museo è dovuta alla volontà di Jacques Chirac, appassionato di arte primitiva e non occidentale, a cui aveva fatto anche consacrare una sezione del museo del Louvre al suo arrivo alla presidenza nel 1995. La genesi del Pavillon des sessions du Louvre risale al 2000 per volere del competente collezionista, specializzato in arti primitive, Jacques Kerchache, amico di vecchia data dell'allora sindaco di Parigi Chirac.

### Controversie sulla creazione
In seguito all'iniziativa presidenziale la nascita del museo è stata soggetta a numerose critiche:
- Arte o cultura?
Col trasferimento di buona parte dei pezzi precedentemente al musée de l'Homme, si è posta tra gli studiosi la questione della definizione di ciò che è arte, e che quindi deve essere esposto al quai Branly, e ciò che è cultura.
- Cos'è un'arte primitiva?
La nozione di arte primitiva è essa stessa oggetto di controversie, poiché implica la considerazione dei popoli che l'hanno prodotta come primitivi. Tale concezione evoluzionistica è oggi ampiamente rimessa in causa anche da parte degli antropologi.
- Uguaglianza di rappresentazione per tutti i popoli del mondo.
Se il museo ha come obiettivo di esporre le produzioni artistiche delle civilizzazioni di tutto il mondo, è constatabile una grande disparità nello spazio dedicato alle varie culture. Per esempio, l'apertura del museo ha suscitato proteste in Québec per la quasi assenza di opere di origine canadese (gli Inuit sono rappresentati da un pettine e le Prime Nazioni del Québec da due cinture tessute.

### Inaugurazione
Inaugurato il 20 giugno 2006 da Jacques Chirac, alla presenza di Kofi Annan, Rigoberta Menchú, Paul Okalik, Dominique de Villepin, Lionel Jospin e Jean-Pierre Raffarin, il museo ha aperto le porte al pubblico il 23 giugno 2006. La struttura ha lo statuto di stabilimento pubblico amministrativo e si trova sotto la tripla tutela del ministero francese della Cultura, del ministero dell'Educazione nazionale e del ministero delegato alla Ricerca.

## Edificio

Musée du Quai Branly

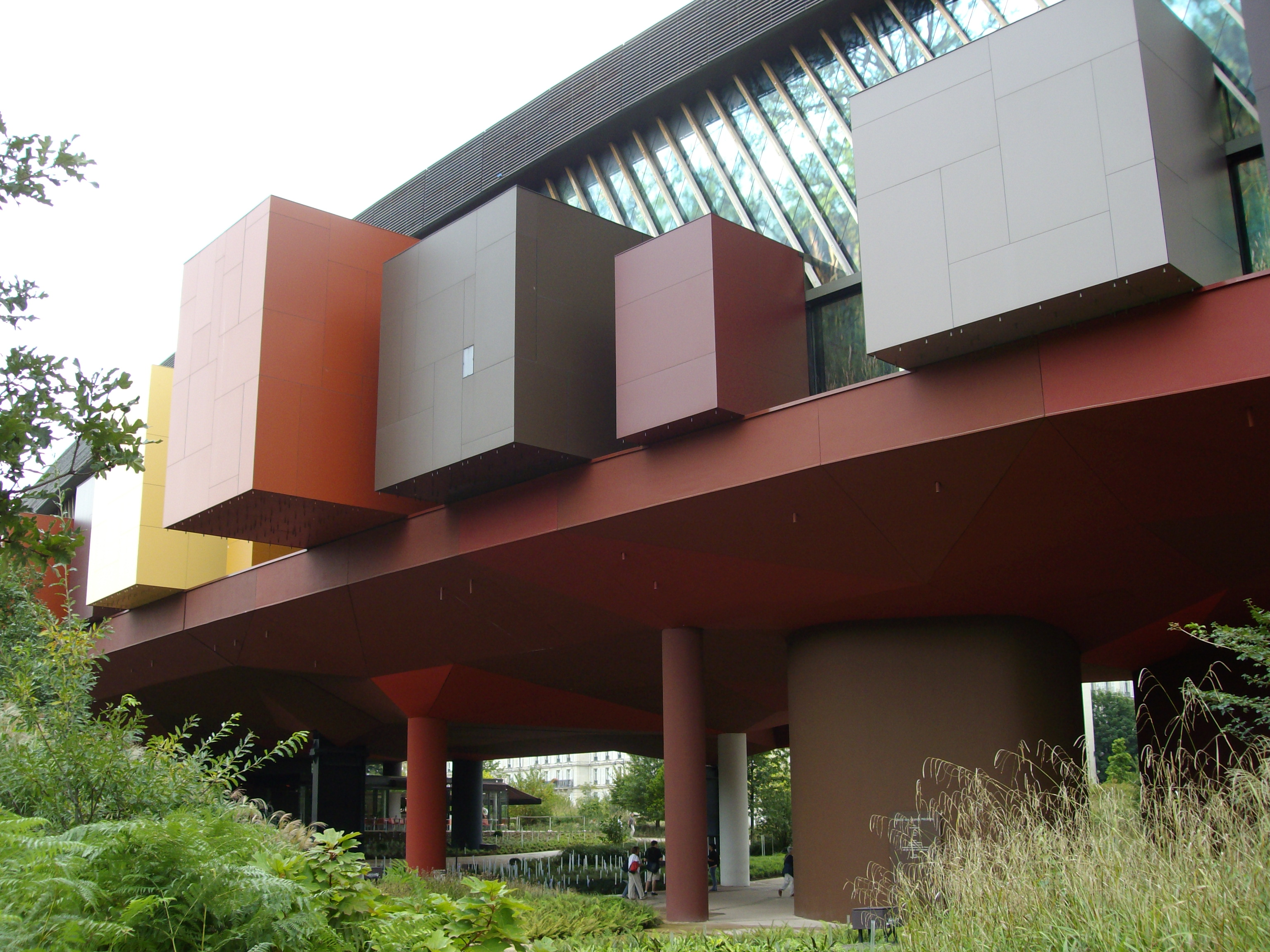
L'edificio disegnato da Jean Nouvel.

La struttura occupa una superficie di 40.600 m² ripartita su quattro edifici ed espone 3.500 oggetti, selezionati da una collezione che ne raggruppa 300.000. L'immobile di cinque piani coperto da un muro vegetale di 800 m² è stato progettato dall'architetto Jean Nouvel come un ponte di 3.200 tonnellate (500.000 bulloni) sul quale si trovano 31 cellule multimediali o tecniche affacciate sul giardino di 18.000 m² concepito dall'architetto paesaggista Gilles Clément. Il giardino è composto di sentieri, collinette, camminamenti lastricati di ciottoli di torrente e piccoli bacini che invitano alla meditazione. Il museo è costato circa 233 milioni di euro.
I quattro edifici sono:
- il museo vero e proprio, la cui galleria principale, lunga 200 metri, collega diverse sale laterali rappresentate all'esterno da parallelepipedi colorati. Questo stabile ospita anche un auditorium, aule per corsi, una sala di lettura, uno spazio per esposizioni temporanee, un ristorante.
- l'edificio Université comprendente una libreria, uffici e laboratori;
- l'edificio Branly (al livello del muro vegetale di circa 800 m²) comprende gli uffici amministrativi su cinque livelli;
- l'Auvent, con la mediateca e i magazzini.

Luce e penombra predominano nell'ambiente interno e diventano fondamentali per esaltare la presenza delle opere esposte. Lo spazio principale d'esposizione è uno spazio continuo ed articolato su diversi livelli tramite mezzanini e gallerie, collegati da rampe. L'allestimento, fatto per ogni singola opera, è impostato come una macchina teatrale fortemente scenografica. Lungo il percorso, sono inseriti schermi e attrezzature tramite lo snodo di un elemento rivestito in cuoio.
L'elemento architettonico che predomina è la lunga recinzione in vetro che segue la curvatura della Senna. Il muro di vetro è alto 12 metri e lungo 200 metri. È frutto del lavoro della società Eiffel, specializzata nella produzione di speciali strutture metalliche, simili a quelle prodotte per il viadotto di Millau e per la ristrutturazione del Grand Palais.
La scelta del vetro è stata pensata per far sparire quanto più possibile la struttura metallica dietro una parete in grado di consentire la massima trasparenza.
Il progettista, distaccandosi dai codici espressivi dell'occidente, ha provato a calarsi in una dimensione “diversa” in maniera da concepire un luogo attraente e misterioso, denso e carismatico, dove attraverso gli oggetti si possano rintracciare le coordinate del mondo.

## Collezioni

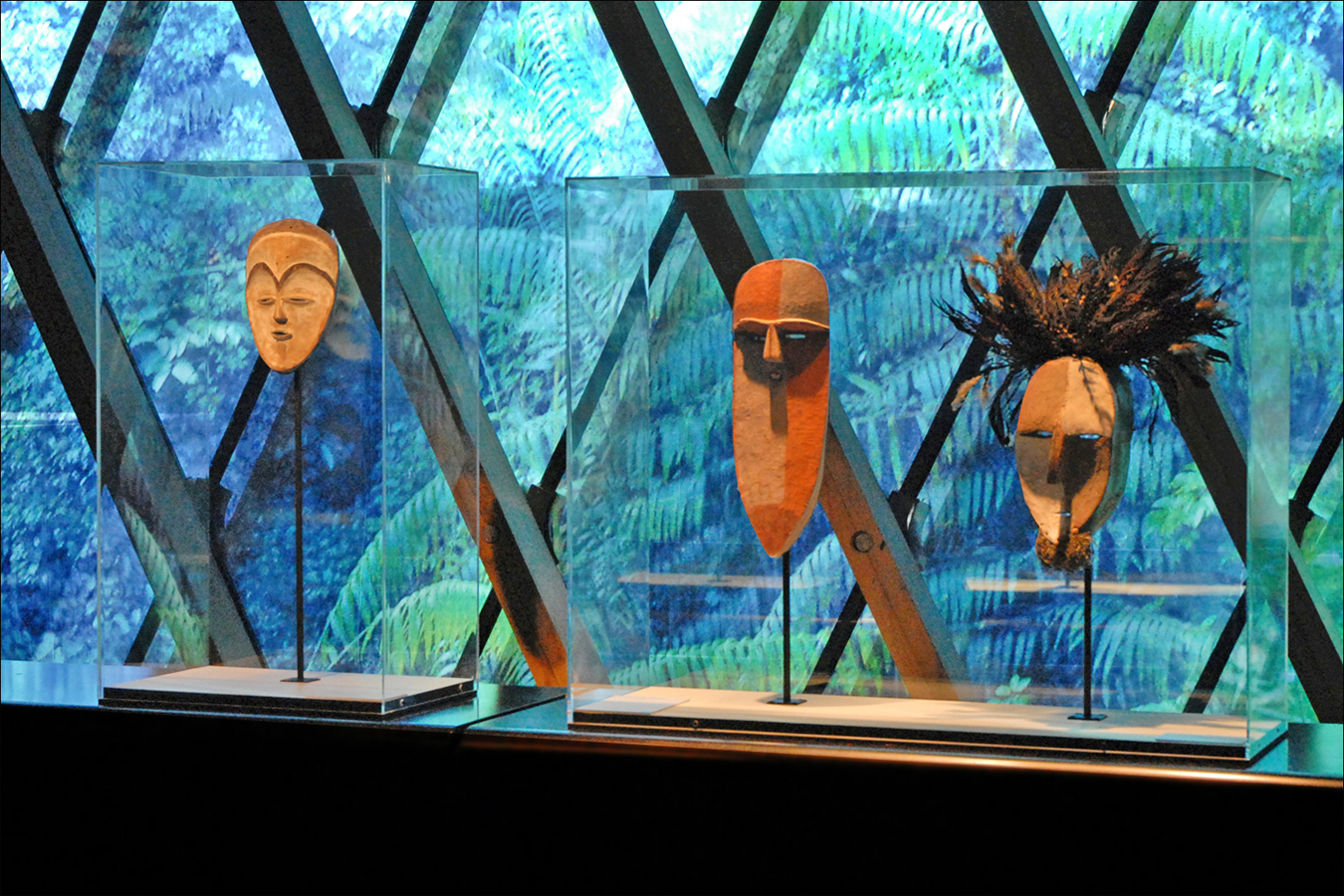
Fiume Congo (2010).

Il museo riunisce pezzi dalle antiche collezioni di etnologia del musée de l'Homme (ospitato nel Palazzo Chaillot) e quelle del Musée national des arts d'Afrique et d'Océanie della Porte Dorée. Tendenzialmente per il museo di quai Branly sono stati selezionati oggetti rappresentativi delle arti delle varie civiltà, mentre nei musei d'origine l'esposizione (in corso di lavori di riallestimento) focalizzerà sugli aspetti più culturali e quotidiani.

### Esposizioni temporanee
- Baba Bling : signes intérieurs de richesse à Singapour (2010)
- Dans le blanc des yeux : masques primitifs du Népal (2010)
- Lapita : ancêtres océaniens (2010)
- Fleuve Congo (2010)
- Les 10 ans du pavillon des Sessions: chefs-d'oeuvre du musée du quai Branly au Louvre (2010)
- Autres Maîtres de l'Inde
- Sexe, mort et sacrifice
- La Fabrique des images
- Artistes d'Abomey
- Présence Africaine
- Teotihuacan
- Photoquai 2009
- 165 ans de photographie iranienne
- Portraits croisés
- Tarzan !
- Planète métisse : to mix or not to mix
- Le Siècle du Jazz
- Mangareva
- Recettes des dieux
- Upside Down - Les Arctiques
- L'esprit Mingei au Japon : de l'artisanat populaire au design
- Rouge Kwoma
- Chemins de couleurs
- Polynésie Arts et divinités 1760-1860
- Paracas – trésors inédits du Pérou ancien
- Elena Izcue, Lima-Paris années 30
- Ivoires d'Afrique
- Au nord de Sumatra : les batak
- L'aristocrate et ses cannibales
- Bénin
- Diaspora
- Photoquai 2007
- Résidence d'artiste : Greg Semu
- Qu'est ce qu'un corps?
- Ideqqi, arts de femmes berbères
- Objets blessés. la réparation en Afrique
- Nouvelle-Irlande, Arts du Pacifique Sud
- Jardin d'amour, installation de Yinka Shonibare, MBE
- Gaucho campeon, Pro Club (2020/2021)
- Premières nations, collections royales
- Le Yucatan est ailleurs, expéditions photographiques de Désiré Charnay
- D'un regard l'Autre
- Ciwara, chimères africaines
- Nous avons mangé la forêt : Georges Condominas au Vietnam
- Romuald Hazoumé et La bouche du roi

## Galleria d'immagini

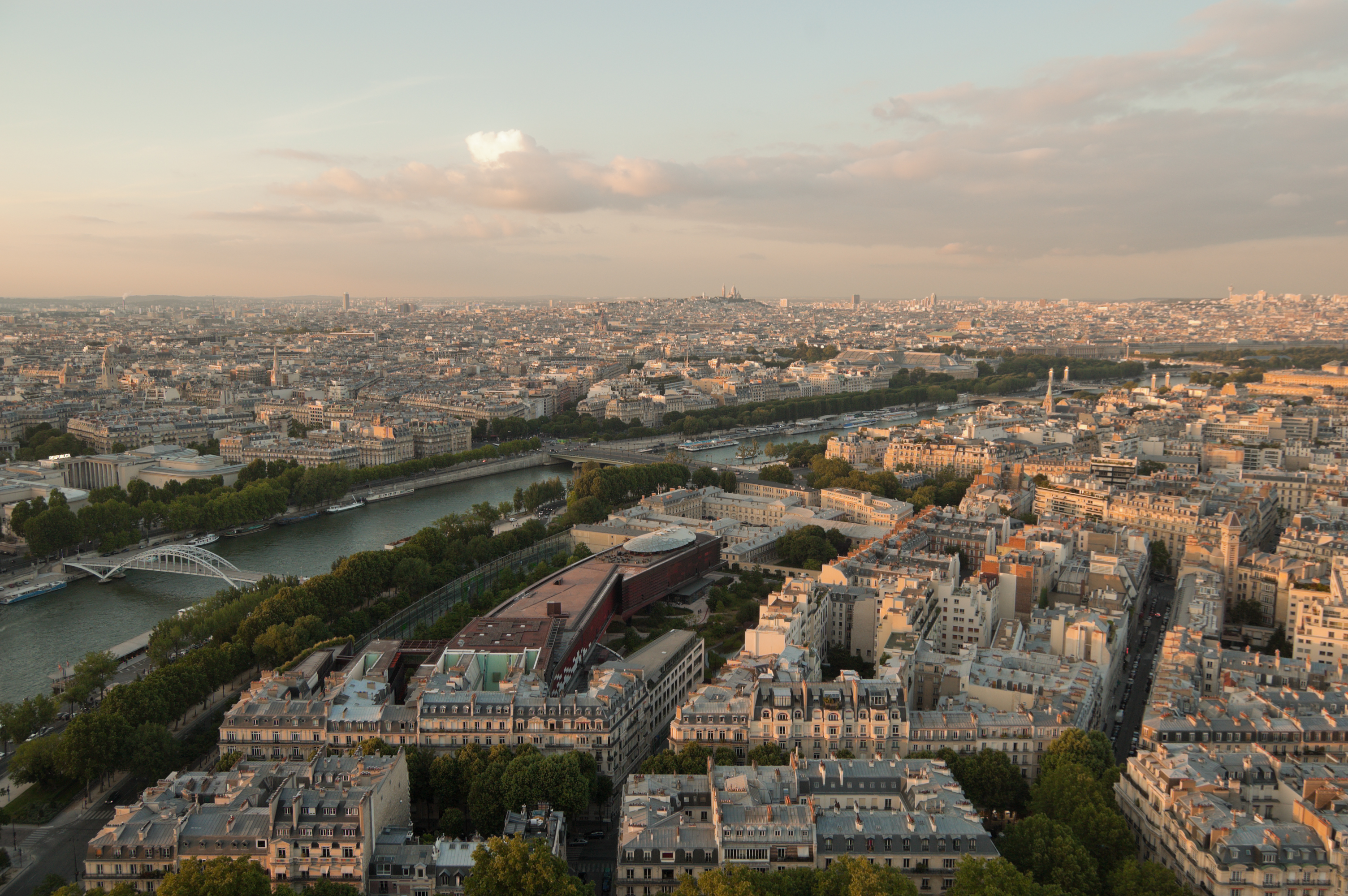
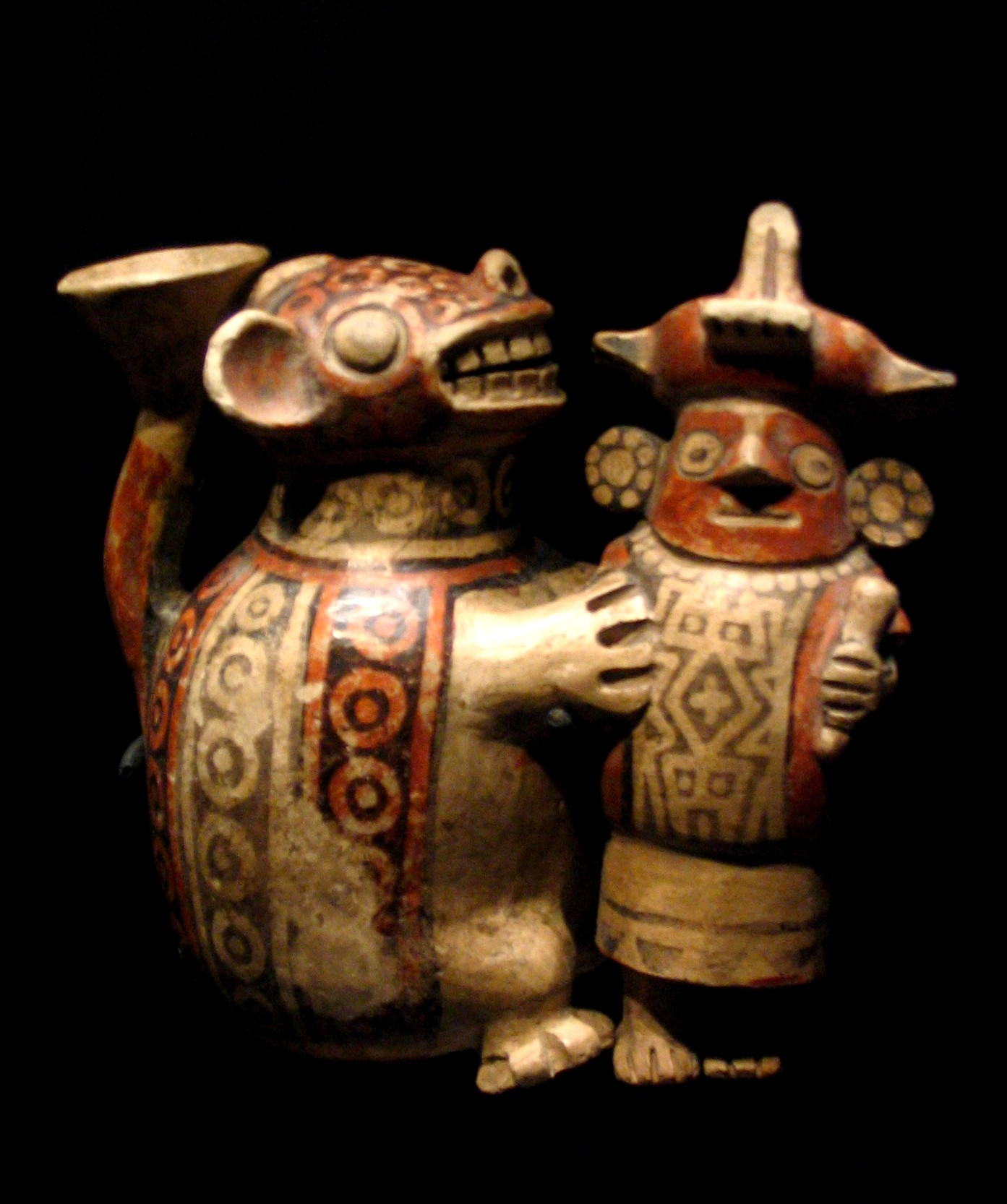
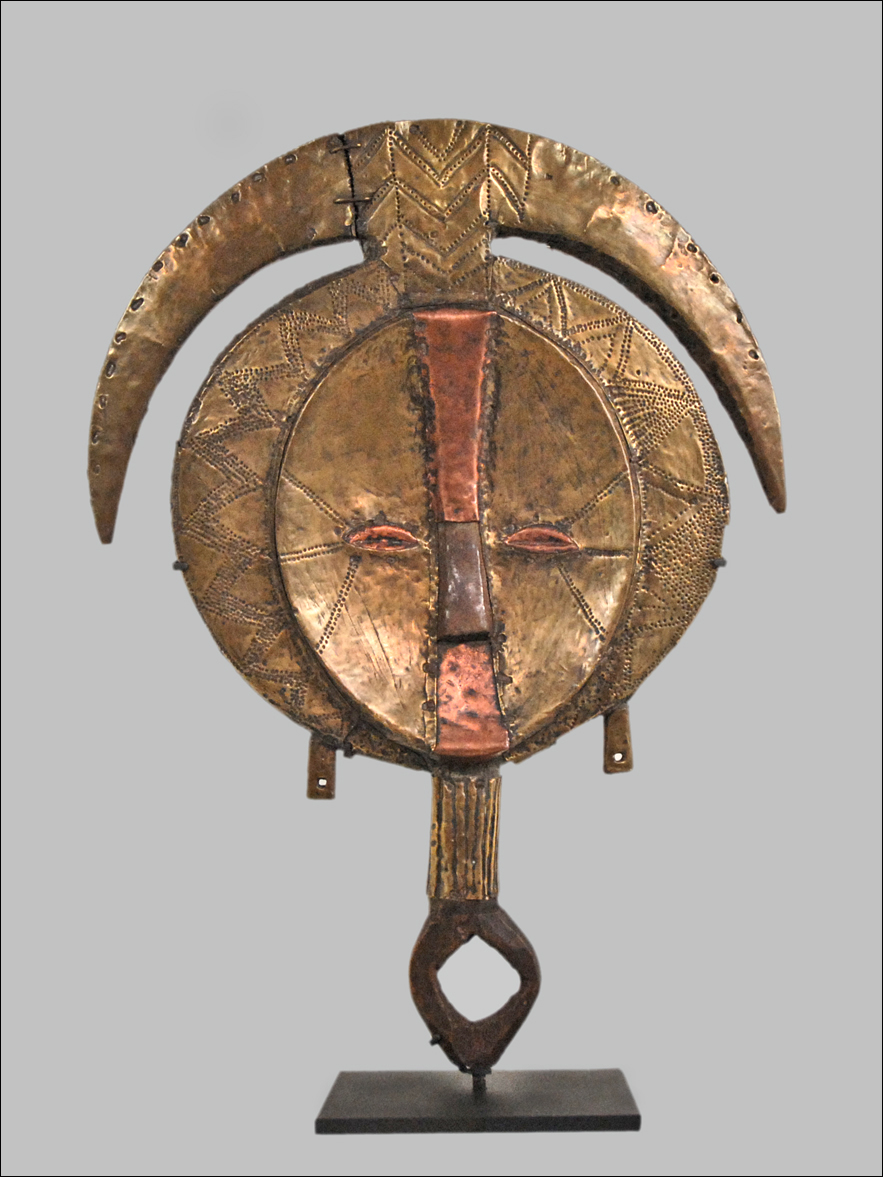
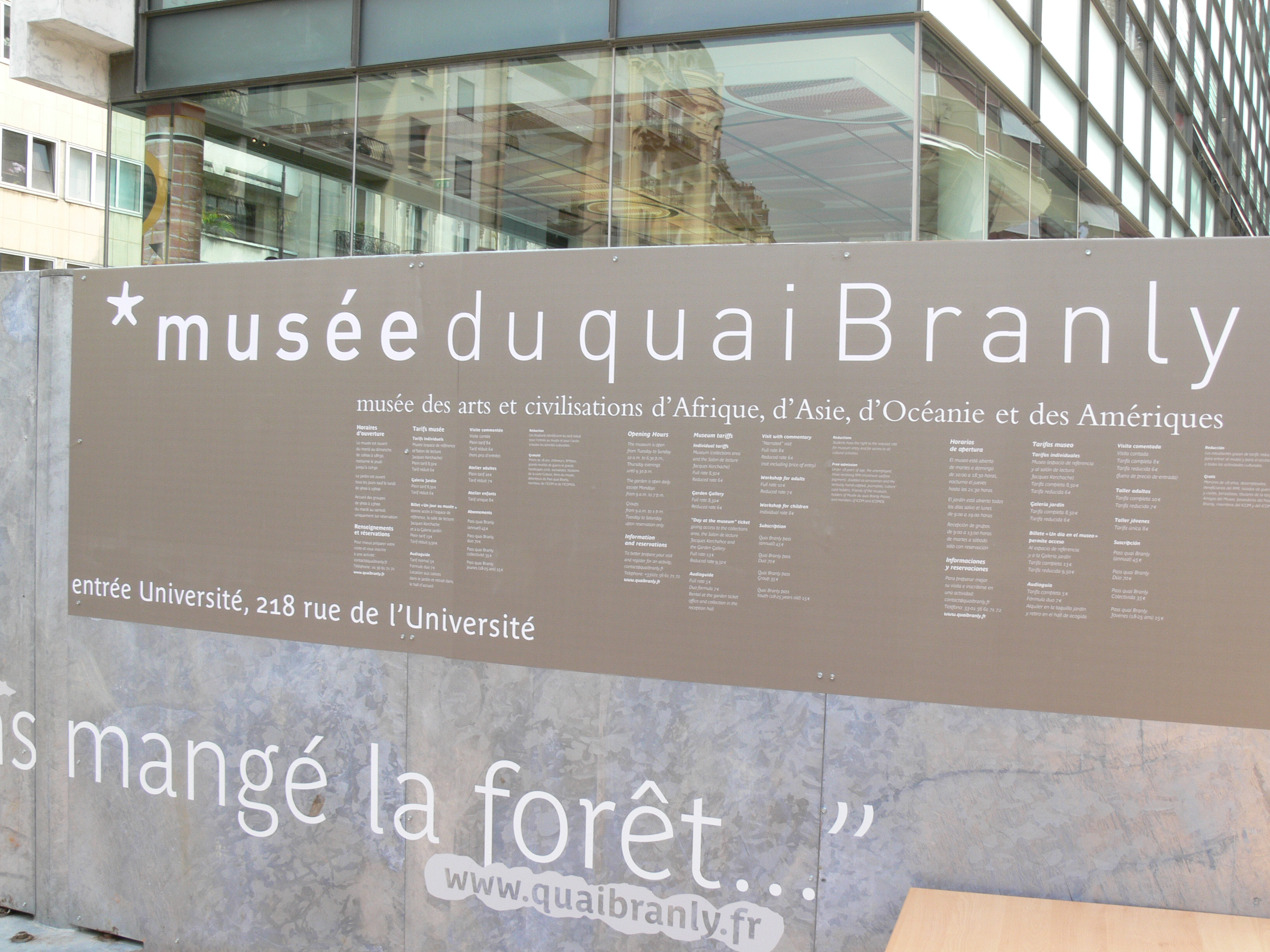